# Jägerkolke

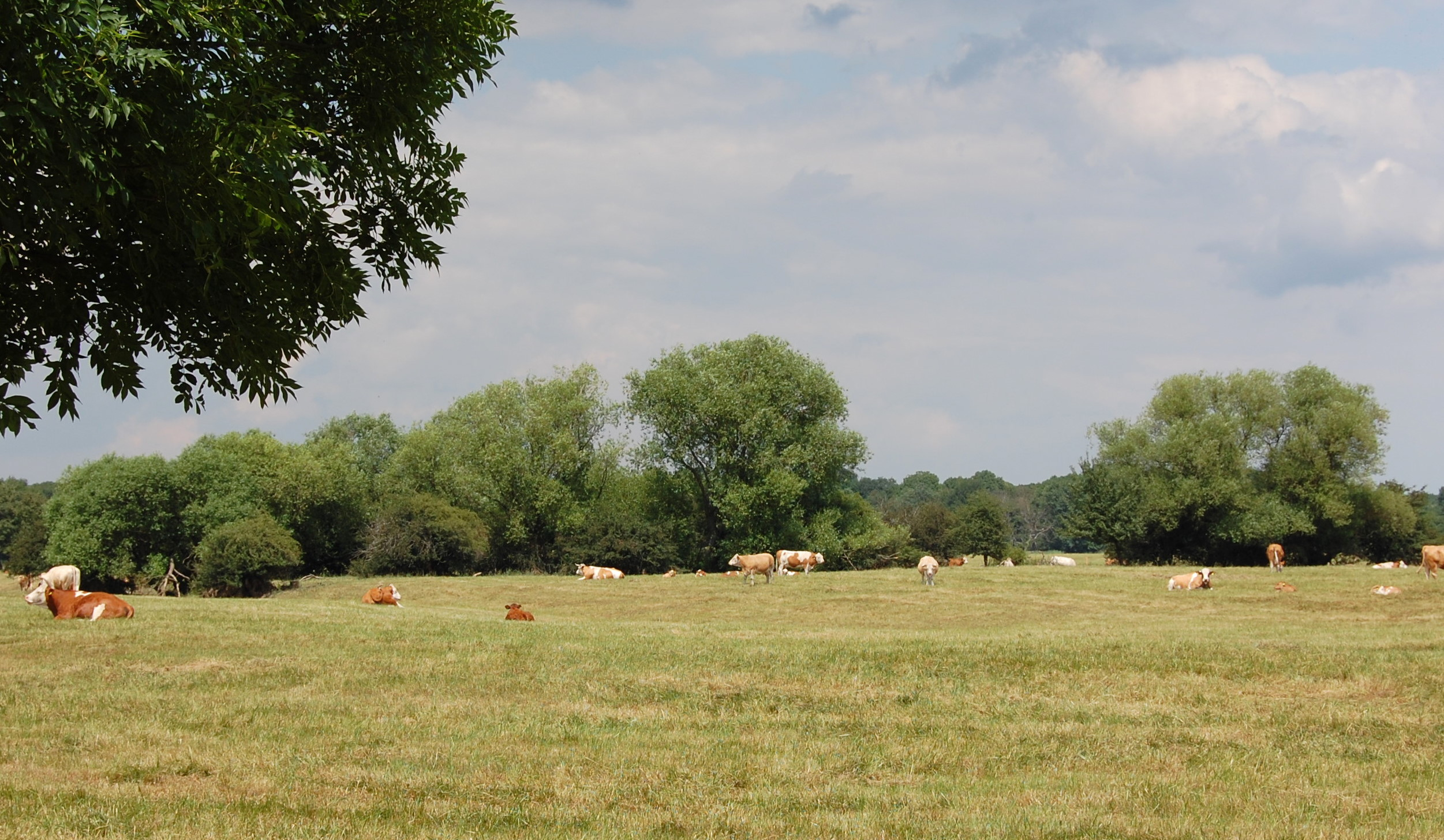
Blick auf die Jägerkolke aus südwestlicher Richtung

Die Jägerkolke sind mehrere dicht beieinander liegende Kolke in der Elbaue Magdeburgs auf dem Gebiet des Stadtteils Randau-Calenberge.
Die Kolke liegen am Ostufer der Elbe, östlich der Fähre Westerhüsen, etwa im Gebiet des Kapitelwerders. Westlich der dicht von Bäumen umstandenen Kolke führt der von der Fähre nach Randau-Calenberge durch die Elbwiesen führende Rad- und Fußweg vorbei. Die Jägerkolke liegen im Überschwemmungsgebiet der Elbe und sind daher bei Elbhochwassern häufig überschwemmt. Das Umfeld der Kolke wird als Weidefläche genutzt.
Es wird spekuliert, dass die Jägerkolke oder der weiter südlich gelegene Sonnensee der Ort seien könnten, in dem der Sage von Wiesenwärters Marie nach ein junger Förster ertrank. Auch ein Zusammenhang zwischen der Sage und dem Namen der Jägerkolke wird für möglich gehalten.